# Gabonia cavipennis
Gabonia cavipennis es una especie de insecto coleóptero de la familia Chrysomelidae. Fue descrita en 1997 por Scherer & Boppre.